# Політ у назавжди
«Політ у назавжди» (англ. Flight to Forever) — науково-фантастична повість американського письменника Пола Андерсона. Вперше опублікована у 1953 році.
Твір розповідає про мандрівників у часі, які виявили, що вони не можуть повернутися додому. Лишається рухатися все далі в майбутнє в надії, що там знайшли вирішення цієї проблеми.

## Сюжет
1973 рік. Винахідники Мартін Саундерс і Сем Галл вирішують вирушити на машині часу на 100 років уперед. Їх не зупиняє те, що надіслані в майбутнє автоматичні зонди так і не повернулися. Через 100 років вони виявляють на місці свого будинку пустир і вирішують, що зонди застрягли десь дорогою назад у 1973 рік. Мандруючи додому з кроком у 10 років, вони з тривогою виявляють надіслані раніше зонди з повністю розрядженими акумуляторами. Героям вдається пробитися лише до 2008 року, Сем розуміє, що витрати енергії на кожен рік зворотного шляху зростають. Як припускає Мартін, при подальшому просуванні витрата енергії зросте до нескінченності. Проте ніщо не заважає і далі рухатися в майбутнє. Мандрівники вирушають туди, розраховуючи знайти там вирішення проблеми.
Дослідники виходять у 2500 році біля занедбаного містечка та потрапляють під атаку фанатиків. Сема застрелюють, Мартін добирається до машини і продовжує рух у майбутнє. 3000 року Мартін опиняється в обложеному місті Ліунг-вей, де підбирає марсіанського найманця Белготая. Той розповідає про колишню війну між Землею та Марсом, епоху процвітання та теперішній стан роздробленості Сонячної системи і заборону на подорожі в часі. Белготай радить летіти в майбутнє і просить взяти його з собою.
4100 року вони знаходять успішне суспільство і знайомляться з деканом місцевого університету Гамалоном Авардом. Він лише підтверджує висновок Мартіна, що мандрівники в часі ніколи не зможуть повернутися додому. Авард замінює батареї машини часу на атомний реактор і каже летіти далі.
Століття змінюють одне одного, люди проникають далеко в космос, виникає й руйнується Перша галактична імперія, наступають варвари, Землю захоплюють чужі раси, але в жодній з епох ніхто не може допомогти мандрівникам повернутися додому. Інопланетяни, яких зустріли, пояснюють, що максимальний термін, на який можна повернутися в минуле — це 70 років.
50000 року Мартін і Белготай допомагають відродитися Другій Галактичній імперії і збираються залишитися в цьому часі, але через зраду Мартіна знову відправили в майбутнє.
Знову вийшовши в реальність через 3 мільйони років, Мартін виявляє, що людства, яке він знав, більше немає. Землю населяють істоти, могутністю рівні богам. Одна з істот повідомляє Мартіну, що повернення в минуле принципово неможливе, модифікує машину Мартіна і відправляє ще далі в майбутнє. Змінюються геологічні епохи, минають мільярди років, на Землі з'являються і зникають інші розумні раси. Нарешті, через 100 мільярдів років постарілий Всесвіт вмирає, гаснуть усі зорі та галактики. Ще через багато мільярдів років у віддаленому майбутньому Мартін виявляє в космосі далеке світіння Всесвіту, який знову відроджується. Рухаючись далі й далі, Мартін опиняється на молодій Землі і незабаром повертається у свій рідний час, виявивши, що час закільцьовано. Модифіковану машину знищує закладений раніше богоподібними істотами пристрій.